# Trichipochira
Trichipochira es un género de escarabajos longicornios de la tribu Acanthocinini.

## Especies
- Trichipochira aruensis Breuning, 1959
- Trichipochira batchianensis Breuning & Heyrovsky, 1961